# الن سیندینگ
الن سیندینگ (انگلیسی: Ellen Sinding; ۱۷ آوریل ۱۸۹۹ – ۲۸ آوریل ۱۹۸۰) هنرپیشه، رقاص اهل نروژ بود.